# Kirghizistan ai XXII Giochi olimpici invernali
Il Kirghizistan ha partecipato ai XXII Giochi olimpici invernali, che si sono svolti dal 7 al 23 febbraio a Soči in Russia, con una delegazione composta da una atleta.
La delegazione del paese consisteva in uno sciatore, Dmitry Trelevski che era pronto per competere nei suoi secondi Giochi olimpici invernali consecutivi. Tuttavia il 12 febbraio durante le prove Trelevski si è infortunato gravemente, tanto da doversi ritirare dalla competizione. Il Comitato Olimpico nazionale così ha sostituito Dmitry Trelevski con Evgeniy Timofeev dopo una petizione al Comitato olimpico internazionale.

## Sci alpino
| Gara                     | Atleta           | Manche 1 | Manche 1  | Manche 2 | Manche 2  | Totale  | Totale    |
| Gara                     | Atleta           | Tempo    | Posizione | Tempo    | Posizione | Tempo   | Posizione |
| ------------------------ | ---------------- | -------- | --------- | -------- | --------- | ------- | --------- |
| Slalom gigante maschile  | Evgeniy Timofeev | 1'34"65  | 68        | 1'37"07  | 63        | 3'11"72 | 61        |
| Slalom speciale maschile | Evgeniy Timofeev | 1'02"47  | 73        | 1'12"96  | 41        | 2'15"43 | 41        |